# 幌平橋車站
幌平橋車站（日语：／ Horohirabashi eki */?）是一位於日本北海道札幌市中央區南15条西4丁目，隸屬於札幌市交通局的地下鐵車站。薄野車站是札幌市營地下鐵南北線的沿線車站之一，車站編號N10。站名的來源起於車站東側橫跨在豐平川上的橋樑，幌平橋。

## 車站構造
地下1樓為閘口、地下2樓為2面2線的對向式月台。地面與地下1樓、地下1樓與地下2樓都設有升降機連結。

### 月台配置
| 月台 | 路線   | 目的地               |
| ---- | ------ | -------------------- |
| 1    | 南北線 | 平岸、真駒內方向     |
| 2    | 南北線 | 大通、札幌、麻生方向 |

## 相鄰車站
札幌市交通局
 南北線
中島公園（N09）－幌平橋（N10）－中之島（N11）